# Laura Bazalgette
 (août 2022).
La mise en forme du texte ne suit pas les recommandations de Wikipédia : il faut le « wikifier ».
Les points d'amélioration suivants sont les cas les plus fréquents :
- Les titres sont pré-formatés par le logiciel. Ils ne sont ni en capitales, ni en gras.
- Le texte ne doit pas être écrit en capitales (les noms de famille non plus), ni en gras, ni en italique, ni en « petit »…
- Le gras n'est utilisé que pour surligner le titre de l'article dans l'introduction, une seule fois.
- L'italique est rarement utilisé : mots en langue étrangère, titres d'œuvres, noms de bateaux, etc.
- Les citations ne sont pas en italique mais en corps de texte normal. Elles sont entourées par des guillemets français : « et ».
- Les listes à puces sont à éviter, des paragraphes rédigés étant largement préférés. Les tableaux sont à réserver à la présentation de données structurées (résultats, etc.).
- Les appels de note de bas de page (petits chiffres en exposant, introduits par l'outil «  Source ») sont à placer entre la fin de phrase et le point final[comme ça].
- Les liens internes (vers d'autres articles de Wikipédia) sont à choisir avec parcimonie. Créez des liens vers des articles approfondissant le sujet. Les termes génériques sans rapport avec le sujet sont à éviter, ainsi que les répétitions de liens vers un même terme.
- Les liens externes sont à placer uniquement dans une section « Liens externes », à la fin de l'article. Ces liens sont à choisir avec parcimonie suivant les règles définies. Si un lien sert de source à l'article, son insertion dans le texte est à faire par les notes de bas de page.
- La présentation des références doit suivre les conventions bibliographiques. Il est recommandé d'utiliser les modèles {{Ouvrage}}, {{Chapitre}}, {{Article}}, {{Lien web}} et/ou {{Bibliographie}}. Le mode d'édition visuel peut mettre en forme automatiquement les références.
- Insérer une infobox (cadre d'informations à droite) n'est pas obligatoire pour parachever la mise en page.

Pour une aide détaillée, merci de consulter Aide:Wikification.
Si vous pensez que ces points ont été résolus, vous pouvez retirer ce bandeau et améliorer la mise en forme d'un autre article.
Laura Bazalgette est une metteuse en scène et réalisatrice française née le 26 mars 1983.

## Biographie
Laura Bazalgette se forme d'abord au jeu au conservatoire à rayonnement régional de Bordeaux, puis au cours Florent qu'elle intègre en 2003, enfin au montage vidéo à l’École des Gobelins.
Elle est assistante de plusieurs metteurs en scène parmi lesquels Frédéric Maragnani, Christophe Huysman ou Sandrine Lanno.
En 2012, elle crée la compagnie Fond Vert concentrant son travail sur la mise en scène, la vidéo et les installations. Elle met alors en scène Séries, une performance à partir de poèmes de Frans van Dixhoorn, à La Manufacture Atlantique à Bordeaux, puis 11 septembre 2001 de Michel Vinaver avec un groupe d’acteurs amateurs.
De 2015 à 2017, elle écrit et met en scène Bedford Park-Cycle 1, une série théâtrale en quatre épisodes qui gravite autour de Peter Niles, personnage de la pièce d'Eugene O'Neill, Le deuil sied à Électre. La pièce est présentée au Festival International des Arts de Bordeaux.
En 2019, elle crée le spectacle Je suis Lars Hertervig d’après le roman Melancholia 1 de Jon Fosse, un solo conçu pour Rodolphe Congé.
Elle invente en 2021 un dispositif participatif qu'elle intitule Les Amateurs et dont elle crée une première version au Festival Chahuts à Bordeaux. Elle invite un groupe de huit personnes à faire le récit d’une œuvre qu’ils connaissent et qui les touche. Proposé sous forme d'un spectacle et sous forme de capsules vidéos, Les Amateurs devient une collection d’œuvres racontées par des habitants, comme une nouvelle histoire de l'art.
En tant que vidéaste, Laura Bazalgette réalise de nombreux films et vidéos d'art, comme Intérieur d’après Maurice Maeterlinck. Ces films sont présentés dans des festivals et des lieux d'art comme les rencontres Internationales Paris-Berlin, le Palais de Tokyo ou la Maison des cultures du monde à Berlin.

## Spectacles

### Mise en scène
- 2013 : Séries, d'après Frans van Dixhoorn - La Manufacture CDCN Bordeaux, La Loge (Paris), Stichting Perdu (Amsterdam)...
- 2015 : 11 septembre 2001 de Michel Vinaver, avec un groupe d’acteurs amateurs - La Manufacture CDCN Bordeaux
- 2017 : Bedford Park - Cycle 1 de Laura Bazalgette - Théâtre l'Échangeur (Bagnolet), Festival International des Arts de Bordeaux...
- 2019 : Je suis Lars Hertervig d'après Jon Fosse - La Manufacture CDCN Bordeaux
- 2021 : ADN de Dennis Kelly, avec les élèves du lycée Saint-John Perse de Pau - Espaces Pluriels (Pau)
- 2021 : Les Amateurs - Festival Chahuts (Bordeaux)[14], Espaces Pluriels (Pau)...
- 2022 : ÉTUDES - La Manufacture CDCN Bordeaux[15]

## Filmographie
- Intérieur d’après Maurice Maeterlinck - Palais de Tokyo, Maison des cultures du monde à Berlin...
- A kind of bright shadow - Rencontres Internationales Paris-Berlin 2018
- Tentatives de reproductions, avec un groupe d’enseignants
- REM, installation présentée à la Manufacture CDCN Bordeaux
- L’exercice de la raison
- Le Hors-Champ, Festival Chahuts (Bordeaux)[16]